# Chiromantis nongkhorensis
Chiromantis nongkhorensis o rana arborícola asiática Nongkhor es una especie de anfibios que habita en Camboya, Laos, Birmania, Tailandia, Vietnam y, posiblemente, también en China. 